# Rajapur (Maharashtra)
Rajapur es una ciudad y  municipio situada en el distrito de Ratnagiri en el estado de Maharashtra (India). Su población es de 9753 habitantes (2011). Se encuentra a orillas del río Karavli, a 385 km de Bombay.

## Demografía
Según el censo de 2011 la población de Rajapur era de 9753 habitantes, de los cuales 4839 eran hombres y 4914 eran mujeres. Rajapur tiene una tasa media de alfabetización del 92,93%, superior a la media estatal del 82,34%: la alfabetización masculina es del 96,57%, y la alfabetización femenina del 89,37%.